# Уоррен (округ, Северная Каролина)
Округ Уоррен (англ. Warren County) располагается в США, штате Северная Каролина. Официально образован в 1779 году. По состоянию на 2010 год, численность населения составляла 20 972 человек. Получил своё название в честь американского политического деятеля времён Американской революции Джозефа Уоррена.

## География
По данным Бюро переписи США, общая площадь округа равняется 1150 км², из которых 1111 км² суша и 39 км² или 3,40 % это водоёмы.

### Соседние округа
- Брансуик (Виргиния) — северо-северо-восток
- Нортгемптон (Северная Каролина) — северо-восток
- Галифакс (Северная Каролина) — восток
- Франклин (Северная Каролина) — юг
- Ванс (Северная Каролина) — запад
- Мекленберг (Виргиния) — северо-северо-запад

## Демография
По данным переписи населения 2010 года в округе проживает 20 972 жителя. По данным переписи населения 2000 года количество жителей составляло 19 972 человека в составе 7 708 домашних хозяйств и 5 449 семей. Плотность населения составляет 18 человек на км². На территории округа насчитывается 10 548 жилых строений, при плотности застройки 10 строений на км². Расовый состав населения: белые — 38,9 %, афроамериканцы — 54,49 %, коренные американцы (индейцы) — 4,79 %, азиаты — 0,13 %, гавайцы — 0,03 %, представители других рас — 0,79 %, представители двух или более рас — 0,88 %. Испаноязычные составляли 1,59 % населения.
В составе 28,20 % из общего числа домашних хозяйств проживают дети в возрасте до 18 лет, 49,20 % домашних хозяйств представляют собой супружеские пары проживающие вместе, 17,30 % домашних хозяйств представляют собой одиноких женщин без супруга, 29,30 % домашних хозяйств не имеют отношения к семьям, 26,20 % домашних хозяйств состоят из одного человека, 12,20 % домашних хозяйств состоят из престарелых (65 лет и старше), проживающих в одиночестве. Средний размер домашнего хозяйства составляет 2,48 человека, и средний размер семьи 2,97 человека.
Возрастной состав округа: 23,50 % моложе 18 лет, 8,00 % от 18 до 24, 26,30 % от 25 до 44, 24,80 % от 45 до 64 и 17,40 % от 65 и старше. Средний возраст жителя округа 40 лет. На каждые 100 женщин приходится 96,60 мужчин. На каждые 100 женщин старше 18 лет приходится 95,00 мужчин.
Средний доход на домохозяйство в округе составлял 28 351 USD, на семью — 33 602 USD. Среднестатистический заработок мужчины был 26 928 USD против 20 787 USD для женщины. Доход на душу населения был 14 716 USD. Около 15,70 % семей и 19,40 % общего населения находились ниже черты бедности, в том числе — 24,90 % молодёжи (тех кому ещё не исполнилось 18 лет) и 20,80 % тех кому было уже больше 65 лет.